# François Alfonsi

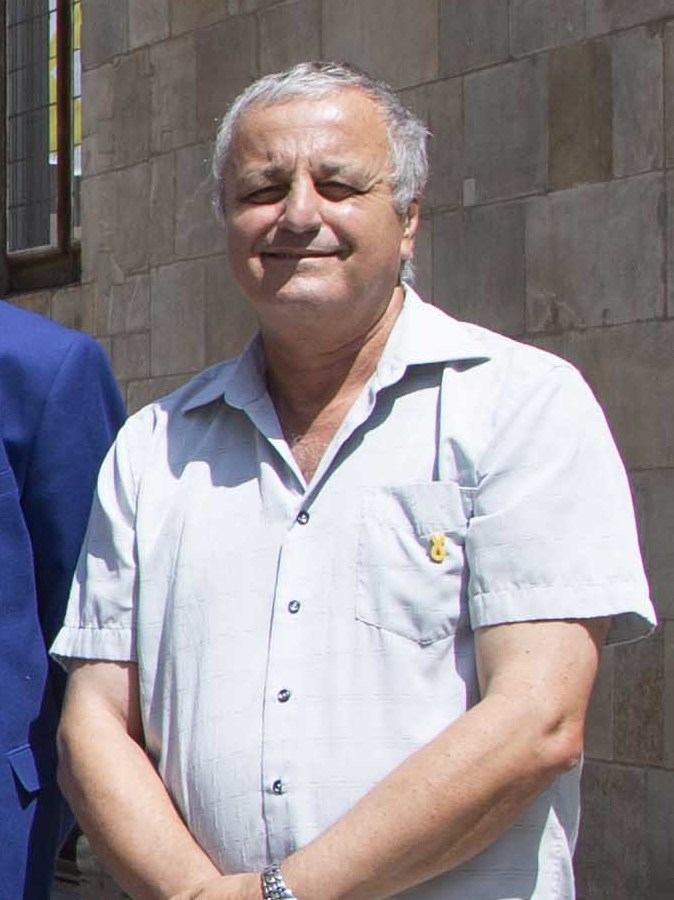
François Alfonsi

François Alfonsi (* 14. September 1953 in Ajaccio, Korsika) ist ein französischer Politiker der korsisch-nationalistischen Partei Femu a Corsica (ehemals Partitu di a Nazione Corsa (PNC)). Er war von 2009 bis 2014 Mitglied des Europäischen Parlaments, bei der Wahl 2019 zog er erneut ins Europäische Parlament ein. Dort ist er Mitglied der Fraktion Die Grünen/EFA.

## Leben
Alfonsi ist seit den 1970er-Jahren im korsischen Nationalismus aktiv und war lange Zeit Vorsitzender der Korsischen Volksunion, die 2002 in der PNC aufging. 1987 wurde Alfonsi in das korsische Regionalparlament gewählt. Seit 2002 ist er Bürgermeister der korsischen Gemeinde Osani.
Bei der Europawahl in Frankreich 2009 trat Alfonsi auf der Liste Europe Écologie an, die auch die französischen Grünen umfasste, und erzielte einen Sitz im Europäischen Parlament. Er ist damit nach Max Simoni (1989–94) der erste korsische Nationalist, der ins Europäische Parlament einzog. Da die PNC auf europäischer Ebene Mitglied der Europapartei Europäische Freie Allianz ist, schloss sich Alfonsi der Fraktion Die Grünen/Europäische Freie Allianz im Europäischen Parlament an. In der siebten Legislaturperiode (2009–2014) war Mitglied im Ausschuss für regionale Entwicklung sowie in der Delegation in der Paritätischen Parlamentarischen Versammlung AKP-EU und der Delegation in der Parlamentarischen Versammlung der Union für den Mittelmeerraum. Als Stellvertretendes Mitglied war er im Haushaltsausschuss, dem Ausschuss für Kultur und Bildung und der Delegation für die Beziehungen zu den Maghreb-Ländern und der Union des Arabischen Maghreb.
Bei der Europawahl 2014 gewann er kein Mandat.
Im Jahr 2019 kandidierte Alfonsi erneut als Kandidat auf Platz 9 auf der gemeinsamen Europawahlliste von Europe Écologie-Les Verts (EELV), Alliance écologiste indépendante (AEI) sowie Régions et peuples solidaires (zu der seine Partei Femu a Corsica gehört) bei der Europawahl 2019. Die gemeinsame Liste gewann 13,43 Prozent und damit 13 der 79 französischen Mandate, darunter auch Alfonsi. Seitdem ist erneut Mitglied des neunten Europäischen Parlaments und trat wieder der Fraktion der Grünen/EFA bei. Für die Fraktion ist er Mitglied im Ausschuss für Industrie, Forschung und Energie sowie stellvertretendes Mitglied im Ausschuss für regionale Entwicklung.